# Nederlandsk litteratur
Nederlandsk litteratur omfatter den litteratur, der er skrevet i Nederland og Belgien eller på nederlandsk.
Den nederlandske litteraturs historie begynder i 13. århundrede.